# Mount Analogue
Mount Analogue je studiové album Johna Zorna, vydané v lednu 2012 u jeho vydavatelství Tzadik Records. Album bylo inspirováno příběhem Georgije Ivanoviče Gurdžijeva.

## Seznam skladeb
| Pořadí | Název          | Autor | Délka |
| ------ | -------------- | ----- | ----- |
| 1.     | Mount Analogue | Zorn  | 38:21 |

## Sestava
- Cyro Baptista – perkuse, zvony, zpěv
- Shanir Ezra Blumenkranz – baskytara, gimbri, úd, zpěv[4]
- Tim Keiper – calabash, bicí, zvony, perkuse, zpěv
- Brian Marsella – varhany, klavír, zpěv
- Kenny Wollesen – vibrafon, zpěv